# Hutunlampi
Hutunlampi eller Huntinlampi är en sjö i Finland. Den ligger i kommunen Taivalkoski i landskapet Norra Österbotten, i den nordöstra delen av landet, 600 km norr om huvudstaden Helsingfors. Hutunlampi ligger 247 meter över havet. Arean är 13,8 hektar och strandlinjen är 2,13 kilometer lång. Sjön  ingår i Ijo älvs huvudavrinningsområde. 